# UFC on ESPN: The Korean Zombie vs. Ige
UFC on ESPN: The Korean Zombie vs. Ige（ユーエフシー・ファイトナイト：ザ・コリアン・ゾンビ・バーサス・イゲ、別名UFC on ESPN 25）は、アメリカ合衆国の総合格闘技団体「UFC」の大会の一つ。2021年6月19日、ネバダ州ラスベガスのUFC APEXで開催された。

## 大会概要
本大会はジョン・チャンソンとダン・イゲのフェザー級戦が組まれた。

## 試合結果

### プレリミナリーカード
第1試合 女子フライ級 5分3R
 ケイシー・オニール vs.  ラーラ・プロコピオ
3R 2:54 リアネイキドチョーク
第2試合 ライト級 5分3R
○  リッキー・グレン vs.   ジョアキム・シウバ ×
1R 0:37 KO（パウンド）
第3試合 ヘビー級 5分3R
○  ジョシュ・パリジアン vs.  ロッキー・マルティネス ×
3R終了 判定3-0（28-29、29-28、29-28）
第4試合 ウェルター級 5分3R
○  ケイオス・ウィリアムズ vs.  マシュー・セメルスバーガー ×
3R終了 判定3-0（30-27、29-28、29-28）
第5試合 女子ストロー級 5分3R
○  ビルナ・ジャンジロバ vs.  村田夏南子 ×
2R 5:00 TKO（腕の負傷）
第6試合 ライトヘビー級 5分3R
○  ニコラエ・ネグメレアヌ vs.  アレクサ・カムール ×
3R終了 判定2-1（29-28、28-29、29-28）

### メインカード
第7試合 ウェルター級 5分3R
○  マット・ブラウン vs.  ディエゴ・リマ ×
2R 3:02 KO（右ストレート）
第8試合 ミドル級 5分3R
○  ブルーノ・シウバ vs.  ウェリントン・トゥルマン ×
1R 4:45 KO（パウンド）
第9試合 フェザー級 5分3R
○  チェ・スンウ vs.  ジュリアン・エローサ ×
1R 1:37 TKO（左フック→パウンド）
第10試合 バンタム級 5分3R
○  マルロン・ヴェラ vs.  デイビー・グラント ×
3R終了 判定3-0（29–27、29–28、30–26）
第11試合 ヘビー級 5分3R
○  セルゲイ・スピバック vs.  アレクセイ・オレイニク ×
3R終了 判定3-0（29-28、29-28、29-28）
第12試合 フェザー級 5分5R
○  ジョン・チャンソン vs.  ダン・イゲ ×
5R終了 判定3-0（48-47、49-46、49-46）

### 各賞
ファイト・オブ・ザ・ナイト：マルロン・ヴェラ vs. デイビー・グラント
パフォーマンス・オブ・ザ・ナイト：チェ・スンウ、マット・ブラウン
各選手にはボーナスとして5万ドルが授与された。

### カード変更
負傷などによるカードの変更は以下の通り。